# Vivir desesperadamente
Vivir desesperadamente es una comedia norteamericana de 1977 dirigida, producida, y escrita por John Waters. Está interpretada por Liz Renay, Jean Hill, Mink Stole, Edith Massey, y Mary Vivian Pearce.

## Trama
Peggy Gravel, una ama de casa neurótica, delirante, suburbana, y su gorda criada, Grizelda Brown, se dan a la fuga de la justicia después de que Grizelda ahogase al marido de Peggy, Bosley, hasta la muerte. Los dos son arrestadas por un policía que les da un ultimátum: ir a la cárcel o ser exiliadas a Mortville, un inmundo barrio de chabolas gobernado por la malvada reina Carlotta y su traidora hija, la princesa Coo-Coo.
Peggy y Grizelda eligen Mortville, pero todavía practican el sexo entre ellas como en prisión. Se convierten en socias de la luchadora lesbiana Mole McHenry, que quiere un cambio de sexo para complacer a su amante, Muffy St. Jacques. La mayoría de los marginados sociales de Mortville - criminales, nudistas y desviados sexuales - conspiran para derrocar a la reina Carlotta, que destierra a su hija Coo-Coo, después de que ella huyera con un recolector de basura, quien más tarde es asesinado a tiros por los guardias. Coo-Coo se esconde en la casa de Peggy y Grizelda con su amante muerto. Cuando Peggy traiciona Coo-Coo a los guardias de la Reina, Grizelda los combate, y muere cuando la casa se derrumba sobre ella. Peggy, sin embargo, se une a la reina para aterrorizar a sus súbditos, incluso infectándolos (y a la princesa Coo-Coo) con la rabia.
Finalmente los habitantes de Mortville, liderados por Mole, derrocan a la reina Carlotta y ejecutan a Peggy disparando un arma por su ano. Para celebrar su libertad la gente de la ciudad asan a Carlotta en un espetón y la sirven como un cerdo, en un plato con una manzana en la boca.

## Reparto
- Mink Stole como Peggy Gravel.
- Jean Hill como Grizelda Brown.
- Edith Massey como la reina Carlotta.
- Mary Vivian Pearce como la princesa Coo-Coo.
- Liz Renay como Muffy St. Jacques
- Susan Lowe como Mole McHenry.
- George Stover como Bosley Gravel.
- Turkey Joe como el sheriff Shitface.
- Cookie Mueller como Flipper.
- Channing Wilroy como el teniente Wilson.
- Ed Peranio como el teniente Williams.
- Paul Swift como el señor Paul.
- George Figgs como Herbert.
- Al Strapelli como el doctor Evans.
- Brook Blake como Bosley Gravel, Jr.
- Karen Gerwig como Beth Gravel.

## Producción
El director de arte Vicente Peranio construyó los decorados exteriores para Mortville en veintiséis acres de granja en Hampstead, Maryland, propiedad de Peter Koper, amigo de Waters. Los sets exteriores fueron en gran parte construidos de madera contrachapada y basura que Peranio y Waters habían recolectado alrededor de Baltimore.[Desperate_Living#cite_note-4 [4]] El jefe de producción Robert Maier recordó los desafíos de disparar sin instalaciones adecuadas, cómo el reparto y el equipo sobrecargaron el sistema séptico de la granja, cómo las fuertes lluvias casi arrastraron el conjunto, y cómo Waters parecía "encantado" a pesar de todo.

Los interiores de Mortville fueron filmados en el segundo piso de un loft de cinco mil pies cuadrados, en un almacén alquilado ubicado en Fells Point, Baltimore. El espacio no tenía calefacción, era ruidoso y poco adecuado para la producción de películas de acuerdo con Maier.

Vivir desesperadamente fue editada en diez semanas en el sótano de la casa del editor Charles Roggero. Fue la primera película con música original de Waters, creada por Chris Lobingier y Allen Yanus para proporcionar un sensación cursi tipo "Doctor Zhivago.

### Casting
Vivir desesperadamente es el único largometraje que Waters hizo sin Divine antes de la muerte del actor en 1988. Divine tuvo que renunciar a la película porque estaba comprometido a aparecer en The Neon Woman. Susan Lowe, que había aparecido en papeles pequeños o de apoyo en las películas anteriores de Waters, fue elegida para hacerse cargo del papel de Mole McHenry. Esta fue también la primera película de Waters sin David Lochary, por su adicción a las drogas. Waters dijo: "La razón por la que David no estaba en Vivir desesperadamente es por causa del PCP, eso es todo, es por eso que no estaba en la película, y él también lo sabe". Lochary moriría más tarde de una sobredosis de drogas durante la producción de la película.[cita requerida]
Waters había recibido una copia de la autobiografía de Liz Renay My Face for the World to See y quería ofrecerle un papel en la película. Fue a ver a Renay a un show de burlesque en Boston, luego viajó a Los Ángeles para ofrecerle el papel de Muffy St. Jacques. Le ofreció sólo un breve resumen de la historia, reteniendo algunos de los detalles más gráficos por temor a que pudiera rechazar el papel. Renay aceptó la oferta y voló a Baltimore para tres semanas de trabajo (que era, según se informa, todo lo que la producción podía permitirse pagar a Renay por sus servicios)...

## Lanzamiento
Al igual que con las películas anteriores de Waters, el estreno se celebró en el auditorio de la Universidad de Baltimore. Hubo una breve controversia cuando grupos de lesbianas atacaron la película por su representación del lesbianismo y por tomar el título de una difunta revista prolesbiana. New Line Cinema lanzó la película de 16mm a 35mm y la estrenó a medianoche en Manhattan, aunque el cartel original (con una rata cocinada en un plato) fue rechazado por The New York Times, forzando un nuevo cartel que se creó tres días antes del estreno. El nuevo cartel mostraba a Liz Renay en una actitud chillona, formada a partir de producción.
Críticos de Good Housekeeping salieron de la película después de diez minutos. Por otra parte, el Playboy disfrutó la película, declarando que había que "verlo para creerlo". David Chute, del Fénix de The Boston Phoenix, dijo de la película: "En Vivir desesperadamente Waters está cerca de crear un trabajo de arte basura." La película actualmente tiene un 70% de índice en Tomates Podridos.

## Tributos

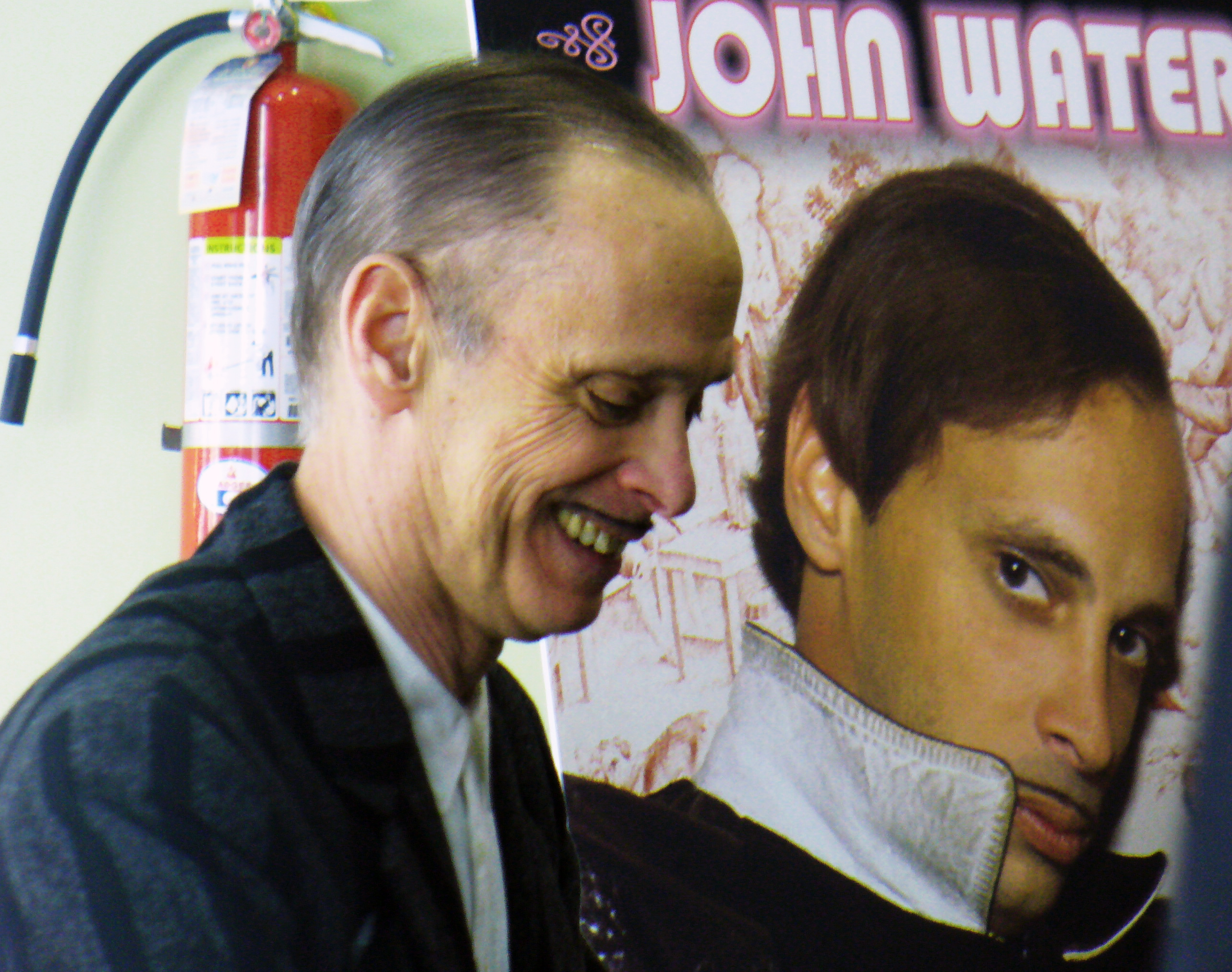
John Waters

- El músico Marilyn Manson y la banda del mismo nombre incluyen un tributo a Vivir desesperadamente en su álbum de 1994, Portrait of an American Family. La última pista del álbum tiene una grabación del personaje de Mink Stole, Peggy Gravel gritando a los niños que juegan al béisbol ( que acaban de romper su ventana). La línea dice: "¡Váyanse a casa con vuestra madre! ¿nunca los vigila? ¡díganle que esto no es un centro de día comunista! ¡díganle que la odio! ¡díganle a vuestra madre que les odio!"
- El musical Miss Saigón presenta una escena musical cuyas primeras palabras son "Princesa Coo-Coo".
- El álbum de 2009 de Horse the Band se titula Vivir desesperadamente.
- La película juvenil del género pinky violence Harén Lesbiano (1987), del director japonés Tomoaki Hosoyama es un homenaje a Vivir desesperadamente.[9]